# Wereldkampioenschappen biatlon 2015
De wereldkampioenschappen biatlon 2015 werden van 5 tot en met 15 maart 2015 gehouden in Kontiolahti.
De resultaten van de wereldkampioenschappen tellen ook mee voor de wereldbeker.

## Wedstrijdschema
| Datum    | Lokale tijd   | MET           | Mannen                | Vrouwen             |
| -------- | ------------- | ------------- | --------------------- | ------------------- |
| 05 maart | 18:15         | 17:15         | Gemengde estafette    | Gemengde estafette  |
| 07 maart | 14:00 / 17:30 | 13:00 / 16:30 | 10 km sprint          | 7,5 km sprint       |
| 08 maart | 14:15 / 17:00 | 13:15 / 16:00 | 12,5 km achtervolging | 10 km achtervolging |
| 11 maart | 18:15         | 17:15         |                       | 15 km individueel   |
| 12 maart | 18:15         | 17:15         | 20 km individueel     |                     |
| 13 maart | 18:15         | 17:15         |                       | 4×6 km estafette    |
| 14 maart | 17:30         | 16:30         | 4×7,5 km estafette    |                     |
| 15 maart | 17:15 / 14:30 | 16:15 / 13:30 | 15 km massastart      | 12,5 km massastart  |

## Medailles

### Mannen
| Onderdeel             | Goud | Goud                                               | Zilver | Zilver                                                                  | Brons | Brons                                                                        |
| --------------------- | ---- | -------------------------------------------------- | ------ | ----------------------------------------------------------------------- | ----- | ---------------------------------------------------------------------------- |
| 20 km individueel     | FRA  | Martin Fourcade                                    | NOR    | Emil Hegle Svendsen                                                     | CZE   | Ondřej Moravec                                                               |
| 10 km sprint          | NOR  | Johannes Thingnes Bø                               | CAN    | Nathan Smith                                                            | NOR   | Tarjei Bø                                                                    |
| 12,5 km achtervolging | GER  | Erik Lesser                                        | RUS    | Anton Sjipoelin                                                         | NOR   | Tarjei Bø                                                                    |
| 15 km massastart      | SLO  | Jakov Fak                                          | CZE    | Ondřej Moravec                                                          | NOR   | Tarjei Bø                                                                    |
| 4×7,5 km estafette    | GER  | Erik Lesser Daniel Böhm Arnd Peiffer Simon Schempp | NOR    | Ole Einar Bjørndalen Tarjei Bø Johannes Thingnes Bø Emil Hegle Svendsen | FRA   | Simon Fourcade Jean-Guillaume Béatrix Quentin Fillon Maillet Martin Fourcade |

### Vrouwen
| Onderdeel           | Goud | Goud                                                              | Zilver | Zilver                                                             | Brons | Brons                                                        |
| ------------------- | ---- | ----------------------------------------------------------------- | ------ | ------------------------------------------------------------------ | ----- | ------------------------------------------------------------ |
| 15 km individueel   | RUS  | Jekaterina Joerlova                                               | CZE    | Gabriela Soukalová                                                 | FIN   | Kaisa Mäkäräinen                                             |
| 7,5 km sprint       | FRA  | Marie Dorin Habert                                                | POL    | Weronika Nowakowska-Ziemniak                                       | UKR   | Valj Semerenko                                               |
| 10 km achtervolging | FRA  | Marie Dorin Habert                                                | GER    | Laura Dahlmeier                                                    | POL   | Weronika Nowakowska-Ziemniak                                 |
| 12,5 km massastart  | UKR  | Valj Semerenko                                                    | GER    | Franziska Preuß                                                    | ITA   | Karin Oberhofer                                              |
| 4×6 km estafette    | GER  | Franziska Hildebrand Franziska Preuß Vanessa Hinz Laura Dahlmeier | FRA    | Anaïs Bescond Enora Latuillière Justine Braisaz Marie Dorin Habert | ITA   | Lisa Vittozzi Karin Oberhofer Nicole Gontier Dorothea Wierer |

### Gemengd
| Onderdeel          | Goud | Goud                                                               | Zilver | Zilver                                                                  | Brons | Brons                                                   |
| ------------------ | ---- | ------------------------------------------------------------------ | ------ | ----------------------------------------------------------------------- | ----- | ------------------------------------------------------- |
| Gemengde estafette | CZE  | Veronika Vítková Gabriela Soukalová Michal Šlesingr Ondřej Moravec | FRA    | Anaïs Bescond Marie Dorin Habert Jean-Guillaume Béatrix Martin Fourcade | NOR   | Fanny Horn Tiril Eckhoff Johannes Thingnes Bø Tarjei Bø |

### Medailleklassement
| Plaats | Land      | Goud | Zilver | Brons | Totaal |
| 1      | Frankrijk | 3    | 2      | 1     | 6      |
| 2      | Duitsland | 3    | 2      | 0     | 5      |
| 3      | Noorwegen | 1    | 2      | 4     | 7      |
| 4      | Tsjechië  | 1    | 2      | 1     | 4      |
| 5      | Rusland   | 1    | 1      | 0     | 2      |
| 6      | Oekraïne  | 1    | 0      | 1     | 2      |
| 7      | Slovenië  | 1    | 0      | 0     | 1      |
| 8      | Polen     | 0    | 1      | 1     | 2      |
| 9      | Canada    | 0    | 1      | 0     | 1      |
| 10     | Italië    | 0    | 0      | 2     | 2      |
| 11     | Finland   | 0    | 0      | 1     | 1      |
| Totaal | Totaal    | 11   | 11     | 11    | 33     |

## Uitslagen

### Individueel
| 20 km mannen | 20 km mannen         | 20 km mannen | 20 km mannen | 20 km mannen |
| #            | Naam                 | Land         | Straf        | Tijd         |
| ------------ | -------------------- | ------------ | ------------ | ------------ |
| Goud         | Martin Fourcade      | FRA          | 1 (0+1+0+0)  | 47.29,4      |
| Zilver       | Emil Hegle Svendsen  | NOR          | 0 (0+0+0+0)  | + 20,9       |
| Brons        | Ondřej Moravec       | CZE          | 1 (0+1+0+0)  | + 40,5       |
| 4            | Simon Fourcade       | FRA          | 0 (0+0+0+0)  | + 45,7       |
| 5            | Serhij Semenov       | UKR          | 1 (1+0+0+0)  | + 56,0       |
| 6            | Ole Einar Bjørndalen | NOR          | 1 (1+0+0+0)  | + 1.12,1     |
| 7            | Johannes Thingnes Bø | NOR          | 1 (0+0+1+0)  | + 1.14,1     |
| 8            | Simon Schempp        | GER          | 2 (0+1+1+0)  | + 1.14,9     |
| 9            | Aleksej Volkov       | RUS          | 0 (0+0+0+0)  | + 1.42,9     |
| 10           | Jakov Fak            | SLO          | 2 (0+1+0+1)  | + 1.45,5     |

| 15 km vrouwen | 15 km vrouwen        | 15 km vrouwen | 15 km vrouwen | 15 km vrouwen |
| #             | Naam                 | Land          | Straf         | Tijd          |
| ------------- | -------------------- | ------------- | ------------- | ------------- |
| Goud          | Jekaterina Joerlova  | RUS           | 0 (0+0+0+0)   | 41.32,2       |
| Zilver        | Gabriela Soukalová   | CZE           | 1 (0+0+0+1)   | + 23,2        |
| Brons         | Kaisa Mäkäräinen     | FIN           | 2 (0+1+1+0)   | + 24,4        |
| 4             | Dorothea Wierer      | ITA           | 1 (0+1+0+0)   | + 24,8        |
| 5             | Darja Virolajnen     | RUS           | 1 (0+0+1+0)   | + 37,9        |
| 6             | Laura Dahlmeier      | GER           | 2 (1+1+0+0)   | + 40,5        |
| 7             | Anaïs Bescond        | FRA           | 1 (0+1+0+0)   | + 1.05,7      |
| 8             | Veronika Vítková     | CZE           | 2 (0+0+1+1)   | + 1.21,2      |
| 9             | Monika Hojnisz       | POL           | 1 (1+0+0+0)   | + 1.22,0      |
| 10            | Franziska Hildebrand | GER           | 2 (1+0+0+1)   | + 2.22,5      |

### Sprint
| 10 km mannen | 10 km mannen         | 10 km mannen | 10 km mannen | 10 km mannen |
| #            | Naam                 | Land         | Straf        | Tijd         |
| ------------ | -------------------- | ------------ | ------------ | ------------ |
| Goud         | Johannes Thingnes Bø | NOR          | 1 (0+1)      | 24.12,8      |
| Zilver       | Nathan Smith         | CAN          | 1 (0+1)      | + 12,1       |
| Brons        | Tarjei Bø            | NOR          | 0 (0+0)      | + 25,3       |
| 4            | Simon Fourcade       | FRA          | 1 (0+1)      | + 29,5       |
| 5            | Erik Lesser          | GER          | 1 (0+1)      | + 30,3       |
| 6            | Jevgeni Garanitsjev  | RUS          | 2 (0+2)      | + 35,6       |
| 7            | Michal Šlesingr      | CZE          | 2 (1+1)      | + 36,1       |
| 8            | Vladimir Iliev       | BUL          | 1 (1+0)      | + 40,2       |
| 9            | Ondřej Moravec       | CZE          | 1 (0+1)      | + 43,9       |
| 10           | Benedikt Doll        | GER          | 2 (0+2)      | + 46,5       |

| 7,5 km vrouwen | 7,5 km vrouwen               | 7,5 km vrouwen | 7,5 km vrouwen | 7,5 km vrouwen |
| #              | Naam                         | Land           | Straf          | Tijd           |
| -------------- | ---------------------------- | -------------- | -------------- | -------------- |
| Goud           | Marie Dorin Habert           | FRA            | 1 (0+1)        | 22.16,8        |
| Zilver         | Weronika Nowakowska-Ziemniak | POL            | 0 (0+0)        | + 9,6          |
| Brons          | Valj Semerenko               | UKR            | 1 (0+1)        | + 19,7         |
| 4              | Laura Dahlmeier              | GER            | 3 (1+2)        | + 29,1         |
| 5              | Krystyna Guzik               | POL            | 1 (0+1)        | + 39,7         |
| 6              | Jekaterina Sjoemilova        | RUS            | 2 (1+1)        | + 48,8         |
| 7              | Magdalena Gwizdoń            | POL            | 2 (2+0)        | + 51,8         |
| 8              | Andreja Mali                 | SLO            | 1 (1+0)        | + 1.01,9       |
| 9              | Olga Abramova                | UKR            | 2 (1+1)        | + 1.03,0       |
| 10             | Franziska Hildebrand         | GER            | 2 (1+1)        | + 1.09,8       |

### Achtervolging
| 12,5 km mannen | 12,5 km mannen       | 12,5 km mannen | 12,5 km mannen | 12,5 km mannen |
| #              | Naam                 | Land           | Straf          | Tijd           |
| -------------- | -------------------- | -------------- | -------------- | -------------- |
| Goud           | Erik Lesser          | GER            | 0 (0+0+0+0)    | 30.47,9        |
| Zilver         | Anton Sjipoelin      | RUS            | 1 (0+1+0+0)    | + 17,0         |
| Brons          | Tarjei Bø            | NOR            | 1 (0+0+1+0)    | + 18,7         |
| 4              | Michal Šlesingr      | CZE            | 1 (1+0+0+0)    | + 20,4         |
| 5              | Ole Einar Bjørndalen | NOR            | 2 (0+0+1+1)    | + 43,9         |
| 6              | Vladimir Iliev       | BUL            | 2 (0+0+1+1)    | + 45,9         |
| 7              | Martin Fourcade      | FRA            | 3 (0+1+1+1)    | + 1.02,0       |
| 8              | Jakov Fak            | SLO            | 3 (1+2+0+0)    | + 1.04,5       |
| 9              | Ondřej Moravec       | CZE            | 2 (0+1+1+0)    | + 1.06,7       |
| 10             | Simon Fourcade       | FRA            | 3 (0+0+1+2)    | + 1.08,6       |

| 10 km vrouwen | 10 km vrouwen                | 10 km vrouwen | 10 km vrouwen | 10 km vrouwen |
| #             | Naam                         | Land          | Straf         | Tijd          |
| ------------- | ---------------------------- | ------------- | ------------- | ------------- |
| Goud          | Marie Dorin Habert           | FRA           | 3 (0+0+2+1)   | 30.07,7       |
| Zilver        | Laura Dahlmeier              | GER           | 2 (1+0+0+1)   | + 15,3        |
| Brons         | Weronika Nowakowska-Ziemniak | POL           | 3 (0+1+2+0)   | + 31,6        |
| 4             | Jekaterina Sjoemilova        | RUS           | 0 (0+0+0+0)   | + 48,7        |
| 5             | Gabriela Soukalová           | CZE           | 1 (1+0+0+0)   | + 58,0        |
| 6             | Franziska Hildebrand         | GER           | 2 (1+0+1+0)   | + 1.00,0      |
| 7             | Darja Domratsjeva            | BLR           | 2 (0+1+0+1)   | + 1.04,5      |
| 8             | Krystyna Guzik               | POL           | 2 (2+0+0+0)   | + 1.12,2      |
| 9             | Dorothea Wierer              | ITA           | 1 (0+0+0+1)   | + 1.16,1      |
| 10            | Olga Abramova                | UKR           | 2 (1+0+1+0)   | + 1.26,5      |

### Massastart
| 15 km mannen | 15 km mannen         | 15 km mannen | 15 km mannen | 15 km mannen |
| #            | Naam                 | Land         | Straf        | Tijd         |
| ------------ | -------------------- | ------------ | ------------ | ------------ |
| Goud         | Jakov Fak            | SLO          | 1 (0+0+1+0)  | 36.24,9      |
| Zilver       | Ondřej Moravec       | CZE          | 1 (1+0+0+0)  | + 1,0        |
| Brons        | Tarjei Bø            | NOR          | 1 (0+0+1+0)  | + 3,7        |
| 4            | Ole Einar Bjørndalen | NOR          | 0 (0+0+0+0)  | + 10,2       |
| 5            | Michal Šlesingr      | CZE          | 3 (1+0+2+0)  | + 18,4       |
| 6            | Johannes Thingnes Bø | NOR          | 2 (0+0+2+0)  | + 18,7       |
| 7            | Anton Sjipoelin      | RUS          | 3 (0+1+2+0)  | + 22,8       |
| 8            | Simon Schempp        | GER          | 2 (0+1+1+0)  | + 25,6       |
| 9            | Simon Fourcade       | FRA          | 1 (0+0+0+1)  | + 27,9       |
| 10           | Martin Fourcade      | FRA          | 4 (0+1+2+1)  | + 30,9       |

| 12,5 km vrouwen | 12,5 km vrouwen       | 12,5 km vrouwen | 12,5 km vrouwen | 12,5 km vrouwen |
| #               | Naam                  | Land            | Straf           | Tijd            |
| --------------- | --------------------- | --------------- | --------------- | --------------- |
| Goud            | Valj Semerenko        | UKR             | 0 (0+0+0+0)     | 34.32,9         |
| Zilver          | Franziska Preuß       | GER             | 1 (0+0+0+1)     | + 6,2           |
| Brons           | Karin Oberhofer       | ITA             | 2 (1+1+0+0)     | + 12,6          |
| 4               | Darja Domratsjeva     | BLR             | 2 (0+0+2+0)     | + 14,7          |
| 5               | Gabriela Soukalová    | CZE             | 1 (0+0+0+1)     | + 26,2          |
| 6               | Franziska Hildebrand  | GER             | 0 (0+0+0+0)     | + 31,7          |
| 7               | Laura Dahlmeier       | GER             | 2 (0+1+0+1)     | + 39,9          |
| 8               | Marie Dorin Habert    | FRO             | 3 (0+2+1+0)     | + 41,0          |
| 9               | Anaïs Bescond         | GER             | 1 (0+1+0+0)     | + 41,5          |
| 10              | Jekaterina Sjoemilova | RUS             | 1 (0+0+0+1)     | + 41,8          |

### Estafette
| 4×7,5 km mannen | 4×7,5 km mannen                                                              | 4×7,5 km mannen | 4×7,5 km mannen                         | 4×7,5 km mannen |
| #               | Naam                                                                         | Land            | Straf                                   | Tijd            |
| --------------- | ---------------------------------------------------------------------------- | --------------- | --------------------------------------- | --------------- |
| Goud            | Erik Lesser Daniel Böhm Arnd Peiffer Simon Schempp                           | GER             | 0+0 – 0+0 0+0 – 0+2 0+0 – 0+0 0+0 – 0+1 | 1:13.49,5       |
| Zilver          | Ole Einar Bjørndalen Tarjei Bø Johannes Thingnes Bø Emil Hegle Svendsen      | NOR             | 0+0 – 0+0 0+0 – 0+3 0+0 – 0+2 0+0 – 0+1 | + 15,4          |
| Brons           | Simon Fourcade Jean-Guillaume Béatrix Quentin Fillon Maillet Martin Fourcade | FRA             | 0+0 – 0+0 0+1 – 0+1 0+1 – 0+0           | + 33,6          |
| 4               | Jevgeni Garanitsjev Aleksej Volkov Dmitri Malysjko Anton Sjipoelin           | RUS             | 1+3 – 0+0 0+2 – 0+0 0+0 – 0+0 0+1 – 0+0 | + 49,7          |
| 5               | Daniel Mesotitsch Sven Grossegger Simon Eder Dominik Landertinger            | AUT             | 0+0 – 1+3 0+0 – 0+0 0+0 – 0+1 0+0 – 0+0 | + 54,8          |
| 6               | Michal Krčmář Jaroslav Soukup Michal Šlesingr Ondřej Moravec                 | CZE             | 0+0 – 0+0 0+1 – 0+0 0+0 – 0+2 0+3 – 0+0 | + 55,1          |
| 7               | Mario Dolder Benjamin Weger Serafin Wiestner Ivan Joller                     | SUI             | 0+0 – 0+3 0+0 – 0+0 0+0 – 0+2 0+1 – 0+1 | + 1.48,8        |
| 8               | Janez Marič Klemen Bauer Jakov Fak Rok Tršan                                 | SLO             | 0+0 – 0+1 0+2 – 0+1 0+0 – 0+0 0+2 – 0+0 | + 1.49,2        |
| 9               | Dmytro Pidruchnyi Artem Pryma Oleksander Zhyrnyi Serhij Semenov              | UKR             | 0+0 – 0+1 0+0 – 0+0 0+1 – 0+0           | + 2.31,5        |
| 10              | Vladimir Tsjepelin Dmitri Djoezjev Dmitri Abasheu Joeri Ljadov               | BLR             | 0+3 – 0+1 0+2 – 0+1 0+1 – 0+0 0+0 – 0+3 | + 2.34,7        |

| 4×6 km vrouwen | 4×6 km vrouwen                                                                  | 4×6 km vrouwen | 4×6 km vrouwen                          | 4×6 km vrouwen |
| #              | Naam                                                                            | Land           | Straf                                   | Tijd           |
| -------------- | ------------------------------------------------------------------------------- | -------------- | --------------------------------------- | -------------- |
| Goud           | Franziska Hildebrand Franziska Preuß Vanessa Hinz Laura Dahlmeier               | GER            | 0+0 – 0+2 0+1 – 0+2 0+0 – 0+1 0+0 – 0+0 | 1:11.54,6      |
| Zilver         | Anaïs Bescond Enora Latuillière Justine Braisaz Marie Dorin Habert              | FRA            | 0+0 – 0+1 0+1 – 0+1 1+3 – 0+1 0+2 – 0+0 | + 1.00,3       |
| Brons          | Lisa Vittozzi Karin Oberhofer Nicole Gontier Dorothea Wierer                    | ITA            | 0+0 – 0+0 0+1 – 0+3 0+2 – 0+2 0+0 – 0+1 | + 1.06,1       |
| 4              | Jekaterina Glazyrina Darja Virolajnen Jekaterina Joerlova Jekaterina Sjoemilova | RUS            | 0+0 – 0+0 0+0 – 0+3 0+1 – 0+0 0+1 – 0+2 | + 1.16,8       |
| 5              | Marte Olsbu Synnøve Solemdal Fanny Horn Tiril Eckhoff                           | NOR            | 0+2 – 0+0 0+3 – 0+1 0+1 – 0+1 0+2 – 0+0 | + 1.24,6       |
| 6              | Iryna Varvynets Joelia Dzjyma Olga Abramova Valj Semerenko                      | UKR            | 0+1 – 0+2 0+0 – 0+1 0+0 – 1+3 0+2 – 0+0 | + 1.42,5       |
| 7              | Nadezjda Skardino Nadzeja Pisareva Irina Krjoeko Darja Domratsjeva              | BLR            | 0+0 – 0+1 0+1 – 1+3 0+0 – 0+0 0+1 – 0+2 | + 2.05,8       |
| 8              | Eva Puskarčíková Gabriela Soukalová Jitka Landová Veronika Vítková              | CZE            | 0+0 – 0+2 0+0 – 0+0 0+3 – 1+3 2+3 – 0+0 | + 3.11,7       |
| 9              | Elisabeth Högberg Mona Brorsson Anna Magnusson Emma Nilsson                     | SWE            | 0+1 – 0+1 0+1 – 0+0 0+0 – 0+2 0+0 – 0+0 | + 3.15,8       |
| 10             | Megan Heinicke Rosanna Crawford Audrey Vaillancourt Julia Ransom                | CAN            | 0+1 – 0+0 0+0 – 1+3 0+2 – 0+0 0+2 – 0+2 | + 3.39,5       |

### Gemengde estafette
| 2×6 km vrouwen + 2×7,5 km mannen | 2×6 km vrouwen + 2×7,5 km mannen                                        | 2×6 km vrouwen + 2×7,5 km mannen | 2×6 km vrouwen + 2×7,5 km mannen        | 2×6 km vrouwen + 2×7,5 km mannen |
| #                                | Naam                                                                    | Land                             | Straf                                   | Tijd                             |
| -------------------------------- | ----------------------------------------------------------------------- | -------------------------------- | --------------------------------------- | -------------------------------- |
| Goud                             | Veronika Vítková Gabriela Soukalová Michal Šlesingr Ondřej Moravec      | CZE                              | 0+2 – 0+2 0+0 – 0+0 0+0 – 0+2 0+1 – 0+1 | 1:20.27,2                        |
| Zilver                           | Anaïs Bescond Marie Dorin Habert Jean-Guillaume Béatrix Martin Fourcade | FRA                              | 0+1 – 0+3 0+0 – 0+1 0+0 – 0+3 0+0 – 0+0 | + 20,2                           |
| Brons                            | Fanny Horn Tiril Eckhoff Johannes Thingnes Bø Tarjei Bø                 | NOR                              | 0+0 – 0+0 0+0 – 1+3 0+0 – 0+0           | + 27,7                           |
| 4                                | Nadezjda Skardino Darja Domratsjeva Vladimir Tsjepelin Joeri Ljadov     | BLR                              | 0+0 – 0+0 0+0 – 0+3 0+1 – 0+3           | + 31,0                           |
| 5                                | Lisa Hauser Katharina Innerhofer Sven Grossegger Simon Eder             | AUT                              | 0+0 – 0+0 0+1 – 0+1 0+1 – 0+0 0+0 – 0+0 | + 1.00,7                         |
| 6                                | Luise Kummer Franziska Preuß Daniel Böhm Benedikt Doll                  | GER                              | 0+1 – 0+1 0+0 – 0+1 0+1 – 0+1 0+0 – 0+1 | + 1.22,8                         |
| 7                                | Dorothea Wierer Karin Oberhofer Dominik Windisch Lukas Hofer            | ITA                              | 0+2 – 0+0 0+0 – 0+1 0+2 – 0+1 0+2 – 0+2 | + 1.24,7                         |
| 8                                | Susan Dunklee Hannah Dreissigacker Lowell Bailey Leif Nordgren          | USA                              | 0+1 – 0+1 1+3 – 0+2 0+0 – 0+0 0+1 – 0+0 | + 1.46,6                         |
| 9                                | Mari Laukkanen Kaisa Mäkäräinen Ahti Toivanen Olli Hiidensalo           | FIN                              | 0+3 – 0+0 0+0 – 0+0 0+0 – 0+1 0+2 – 0+2 | + 1.59,5                         |
| 10                               | Jana Romanova Olga Podtsjoefarova Maksim Tsvetkov Anton Sjipoelin       | RUS                              | 0+0 – 0+0 0+1 – 0+0 0+0 – 0+1 0+0 – 0+0 | + 2.00,2                         |